# Hafsa El-Bazioui
Hafsa El-Bazioui (1987) is een Belgisch politica en lid van Groen. Ze werd in 2022 schepen van Personeel, Jeugd, Facilitair Management en Mondiale Solidariteit van de stad Gent. Na de verkiezingen op 13 oktober 2024 werd ze eerste schepen van de stad, met als beleidsdomeinen Beleidsparticipatie, Buurtwerk, Facilitair Management, Mondiale Solidariteit en Digitalisering. 

## Jeugd, opleiding en professionele carrière
El-Bazioui werd geboren in Gent en groeide op in de volkswijk Brugse Poort, in een Marokkaans gastarbeidersgezin met negen kinderen. Na haar secundaire school ging ze onmiddellijk werken. Ze is mama van twee zoons en haalde als werkstudent een graduaat Maatschappelijk Werk. Voor ze gemeenteraadslid werd, werkte ze in het onderwijs van de provincie Oost-Vlaanderen en voor de stad Gent. Ze deed er ervaring op in personeelsbeleid.

## Politieke loopbaan
El-Bazioui werd in 2017 lid van Groen. Ze stond voor het eerst op een verkiezingslijst bij de lokale verkiezingen in 2018. Vanop de 26e plaats en met 3981 voorkeurstemmen werd ze gemeenteraadslid in 2019 en schepen in 2022.
De kartellijst voorzag een wissel van één schepenambt na drie jaar tussen Vooruit en Groen. Zo werd El-Bazioui schepen van personeel (een bevoegdheid die ze overnam van Bram Van Braeckevelt), internationale solidariteit (voorheen Tine Heyse) en Facility Management (voorheen Annelies Storms). Sinds 23 mei 2022 kreeg ze ook de bevoegdheid jeugd, die ze overnam van aftredend schepen Elke Decruynaere.
El-Bazioui werd de vijfde groene schepen in Gent. Als eerste schepen met hoofddoek kreeg ze doodsbedreigingen na een debat in De zevende dag. Deze werden echter nooit bewezen en werden geklasseerd zonder gevolg.
Na de gemeenteraadsverkiezingen van 2024 volgden onderhandelingen voor een nieuw stadsbestuur, maar in eerste instantie viel Groen uit de boot. Na het initiatiefrecht te hebben verkregen toen de socialistische vleugel binnen Voor Gent tegenstemde voor een akkoord met N-VA, slaagde ze er alsnog in om Groen in het stadsbestuur te krijgen.